# Roses à crédit
Roses à crédit  è un film drammatico francese per la TV del 2010, diretto da Amos Gitai e interpretato da Léa Seydoux e Grégoire Leprince-Ringuet. Si tratta di uno dei primi ruoli da protagonista per Léa Seydoux.
È basato sull'omonimo romanzo del 1959 di Elsa Triolet.